# Verdrag van Concordia

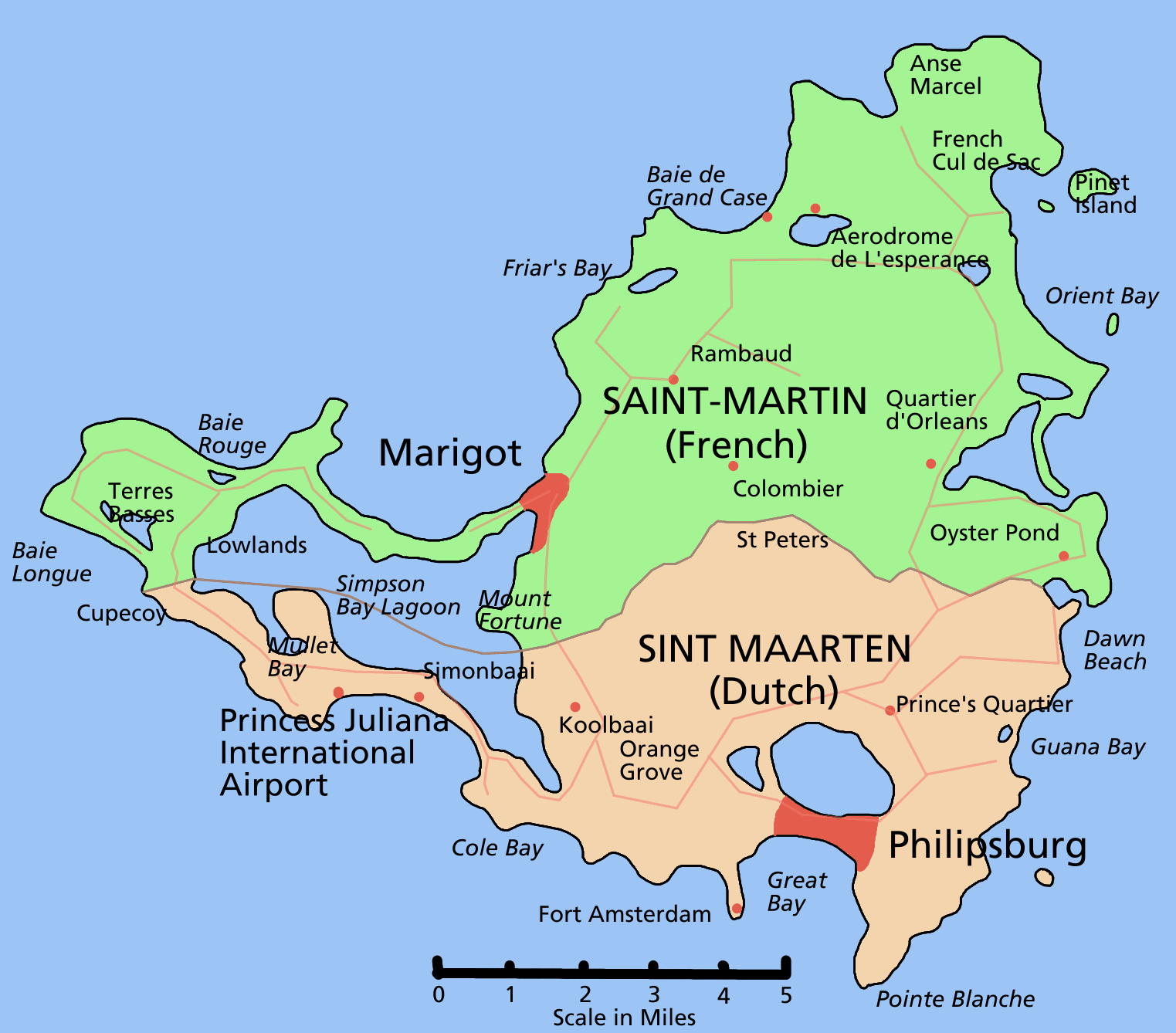
Sint Maarten

Het Verdrag van Concordia of het Verdelingsverdrag van 1648 was een verdrag tussen Frankrijk en de Republiek der Zeven Verenigde Nederlanden dat op 23 maart 1648 werd getekend door de Franse gouverneur van Sint-Maarten, Robert de Lonvilliers en Nederlandse gouverneur Martin Thomas, waarbij het eiland Sint Maarten in twee delen werd verdeeld. De ceremonie ter ondertekening van dit verdrag werd door Henri de Lonvilliers, heer van Benevent, Savinien de Courpon, heer van La Tour, luitenant David Coppins (luitenant van het eiland in dienst van de Republiek) en luitenant Pitre van Zeun Hus (ofwel Pieter van Zevenhuizen) bijgewoond. Het zuidelijke deel werd van de Republiek en de noordelijke helft werd deel van Frankrijk.
Het verhaal gaat dat de verdeling tot stand kwam door een voettocht rond het eiland door een Fransman en een Nederlander: aan de oostkant van het eiland was het vertrekpunt. De Nederlander vertrok naar het zuiden en de Fransman naar het noorden voor een voettocht langs de kust. Tussen het vertrekpunt en het ontmoetingspunt aan de westkant van het eiland werd de grenslijn getrokken tussen de Nederlandse republiek en Frankrijk. Er doen speculaties de ronde die de ongelijke verdeling moeten verklaren. Zo zou de Fransman valsgespeeld hebben door niet altijd langs de kust gelopen te hebben maar door het binnenland gestoken te zijn en zo gaat er ook het verhaal dat de Nederlander aan een vrouw was blijven plakken en dronken werd, in plaats van door te lopen.
Pas in 1817 werd het verdrag definitief, waarmee het eiland officieel werd verdeeld. Op 28 november 1839 werd de toepassing van het verdrag nader geregeld, voor zover betrekking hebbende op jagen, vissen, het gezamenlijk uitbaten van de zoutpannen en de uitlevering van misdadigers.